# Heavy Metal 2000
Heavy Metal 2000 è un film d'animazione del 2000, sequel di Heavy Metal del 1981, basato sull'omonima rivista fantascientifica.
La storia si basa interamente sul fumetto The Melting Pot, scritto da Kevin Eastman, Simon Bisley e Eric Talbot. Tra gli artisti della colonna sonora spiccano gruppi come i Coal Chamber, Apartment 26, Billy Idol, Monster Magnet, Pantera, System of a Down, Queens of the Stone Age e Puya.
Nel 2000 ispirò la creazione di un videogioco, dedicato al film: Heavy Metal: F.A.K.K.²

## Trama
Durante alcuni scavi su alcune rocce, a bordo di una astronave denominata Cortez, viene scoperto un coccio del Loc-Nar (la sfera verde maledetta e demoniaca del primo film); un minatore di nome Tyler (doppiato da Michael Ironside) ne entra a contatto e diventa posseduto da un'insaziabile fame di potere e di immortalità.
Dopo aver ucciso un suo collega, prende il controllo dell'astronave facendo fuori il comandante e tutti i potenziali ribelli ad eccezione di due navigatori, Lambert e Germain, e di un cinico scienziato, il Dr Schechter; si dirige perciò verso il pianeta Uroboris, dove è custodita la fonte dell'immortalità ma, nel tragitto, si ferma sul pianeta Eden: è convinto che qui si trovino piccolissime tracce della fonte, presenti nell'organismo dei coloni. Per poterne estrarre un siero rigenerante, uccide quindi tutti gli abitanti della colonia "Eden" tranne una, Julie (doppiata da Julie Strain).

Durante l'attacco alla colonia, Tyler rapisce la sorella di Julie, Kerrie, per poterle estrarre il siero in un secondo tempo; abbandona poi Germain (uno dei due navigatori superstiti a lui soggiogati), che aveva tentato inutilmente di proteggere la ragazza. Poco dopo Julie incontra proprio Germain e, costringendolo ad aiutarla, raggiungono Tyler allo spazio-porto di Neo-Calcutta per ucciderlo. Tyler però, grazie alle abilità del crudele Dr Schechter, ha già estratto dai corpi dei coloni l'acqua dell'immortalità che, se bevuta, consente di rigenerare persino le ferite mortali. Solo Kerrie viene risparmiata per essere sfruttata come scorta di emergenza. Tyler, dopo essere stato "ucciso" da Julie, resuscita e la ferisce, per poi partire verso Uroboris. Ma la ragazza non demorde, e si aggancia alla nave di Tyler nell'iperspazio. All'apertura del condotto iperspaziale, la nave perde il controllo e si schianta sul pianeta.
Dopo il naufragio su Uroboris, Julie raggiunge i guardiani della fonte; nel mentre Tyler conquista e comanda una tribù guerriera di rettili antropomorfi, dopo averne ucciso prima il campione in carica e poi il capo, prendendo di fatto il suo posto ed ordinando al resto della tribù di prepararsi ad attaccare la fonte. Sul pianeta Julie incontra anche Odin (doppiato da Billy Idol), un misterioso veggente alieno e il suo aiutante, un golem di pietra chiamato Zeek. In un'occasione Julie, senza farsi riconoscere, entra nella stanza del nuovo covo di Tyler e cerca di sedurlo per poi ucciderlo con un attacco a sorpresa, ma Zeek irrompe nella scena e trascina via Julie per riportarla da Odin, impedendole di sferrare il colpo decisivo su Tyler, ma di fatto salvandole la vita, essendo egli attualmente immortale. Julie rintraccia quindi la nave di Tyler, mettendo fuori gioco il Dr Schechter, liberando Kerrie e causando inavvertitamente la distruzione del relitto, assieme ai serbatoi di fonte e al folle scienziato (che si rivela essere una sorta di cyborg). Questo manda su tutte le furie e nello sgomento Tyler, che rimane con un'ultima fiala del prezioso liquido.
Costui con il suo nuovo esercito attacca la città, mentre Julie, Odin, Zeek e i guardiani della fonte si barricano dietro le mura, in difesa dell'acqua immortale. Durante la battaglia, i cancelli della fortezza vengono aperti, consentendo a Tyler di irrompere nella città.

Nello scontro il navigatore Albert, che come il Dr Schechter e contrariamente a Germain aveva deciso di obbedire al nuovo padrone, viene gravemente ferito e tenta perciò di impadronirsi dell'ultima ampolla di Tyler, finendo solo per distruggerla, scatenando l'ira di quest'ultimo ed essendo infine da lui trucidato. Tyler si fa quindi strada verso la fonte, eliminando chiunque gli si pari innanzi. Julie lo insegue e dopo un duello serrato e sanguinoso, in cui sembrava avere la peggio, riesce ad ucciderlo spezzandogli l'osso del collo, grazie anche all'interferenza di Odin, il quale era stato a sua volta pugnalato al ventre.
Ma proprio nel momento che vedeva Julie sventare il peggio, ella viene stordita proprio dallo stesso Odin, che si trasforma e si rivela in realtà essere niente meno che l'ultimo degli Arakasiani, una razza aliena che utilizzava la fonte per seminare distruzione attraverso le galassie; questi ha aspettato per innumerevoli anni che qualcuno trovasse la chiave (rappresentata dal coccio di Loc-Nar) per avere accesso alla fonte dell'immortalità.
Tuttavia, mentre l'alieno si crogiola nel suo apparente successo, Julie viene raggiunta da Zeek, che separa il frammento del Loc-Nar dal poggio che apre l'antro della fonte, chiudendovi l'alieno e condannandolo a restare nell'antro per l'eternità.

Dopo aver brevemente salutato Julie, Kerrie e Germain, Zeek si allontana nello spazio profondo con il frammento, in modo da proteggerlo dal male futuro.

## Colonna sonora
I seguenti brani compongono la colonna sonora del film:
- F.A.K.K. U - F.A.K.K. U
- Voivod - Ion (non presente nell'album ufficiale del film)
- Monster Magnet - Silver Future
- MDFMK - Missing Time
- Pantera - Immortally Insane
- Zilch - Inside the Pervert Mound
- Insane Clown Posse feat. Twiztid - Dirt Ball
- System of a Down - Storaged
- Days of the New - Rough Day
- Sinisstar - Psychosexy
- Queens of the Stone Age - Infinity
- Machine Head - Alcoholocaust
- Full Devil Jacket - Green Iron Fist
- Hate Department - Hit Back
- Puya - Tirale
- Apartment 26 - Dystopia
- Sons of Domination - Hate Me (non presente nell'album ufficiale del film)
- Billy Idol - Buried Alive
- Coal Chamber - Apparition (nonostante compaia durante il film, nel CD viene sostituita da Wishes, che assieme ad Apparition compare nell'album Chamber Music del 1999)
- Bauhaus - The Dog's a Vapour
- Econoline Crush - You Don't Know What it's Like (non presente nell'album ufficiale del film)